# Grauschnäpper

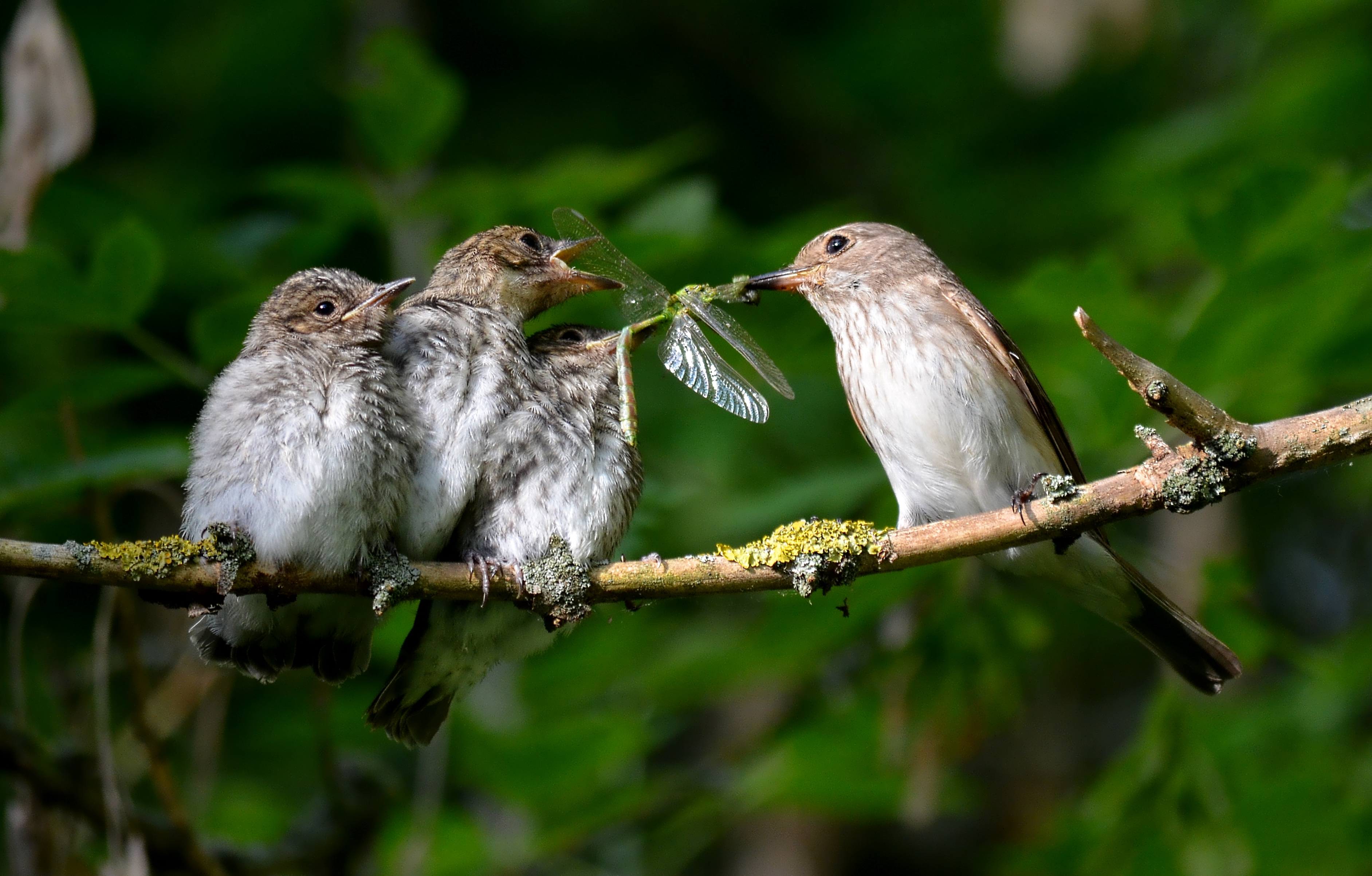
Fütterung junger Grauschnäpper

Der Grauschnäpper (Muscicapa striata) ist eine Vogelart aus der Familie der Fliegenschnäpper (Muscicapidae). Dieser Schnäpper besiedelt weite Teile der westlichen und zentralen Paläarktis von Portugal und Irland bis in den Nordosten der Mongolei und kommt in fast ganz Europa vor. Der Grauschnäpper ist an Bäume gebunden und bewohnt in erster Linie lichte Bereiche in Wäldern aller Art, aber auch Parks, Gärten und Alleen in Dörfern und Städten. Die Art ist Langstreckenzieher und überwintert im tropischen Afrika südlich der Sahara unter Aussparung des tropischen Regenwaldes.
Der europäische Bestand war zwischen 1970 und 1990 rückläufig und ist seitdem weitgehend stabil.
In der Roten Liste der Brutvögel Deutschlands von 2015 wird die Art auf der Vorwarnliste geführt. Weltweit wird die Art von der IUCN aufgrund des großen Verbreitungsgebietes und des sehr hohen Gesamtbestandes als nicht gefährdet („least concern“) betrachtet.

## Beschreibung
Grauschnäpper sind recht kleine, schlanke Singvögel mit eher großem Kopf, relativ langen Flügeln und langem Schwanz. Sie sind insgesamt ziemlich einfarbig graubraun und haben keine auffallenden Zeichnungen. Die Geschlechter sind gleich gefärbt.
Mit einer Körperlänge von 13,5 bis 15 cm ist die Art etwa so groß wie ein Haussperling. Bei adulten Vögeln sind die gesamte Oberseite des Rumpfes einschließlich Hinterhals und Kopf sowie die kleinen Flügeldecken einfarbig dunkel- bis graubraun, nur das Gefieder auf Stirn und vorderem Oberkopf ist fleckiger braun mit dunklen Schaftstreifen und hellen Säumen. Schwingen und Steuerfedern sind dunkler grau. Die Handschwingen und die Steuerfedern haben oberseits schmale bräunliche Säume auf den Außenfahnen, die Armschwingen breitere und mehr weißliche Säume. Im frischen Gefieder zeigen die großen und mittleren Armdecken beige Spitzen und ebenso gefärbte Säume, mit zunehmender Abnutzung werden diese hellen Anteile immer undeutlicher. Die Kehle und die gesamte Rumpfunterseite sowie die Unterschwanzdecken sind schmutzig weiß, Kehle und Brustmitte sind auf diesem Grund fein, die hellbräunlich überhauchten Brustseiten und Flanken kräftiger dunkel gestrichelt. Die Iris ist dunkelbraun. Der recht lange Schnabel ist schwärzlich hornfarben, die Unterschnabelbasis ist aufgehellt. Die Beine sind schwarz.

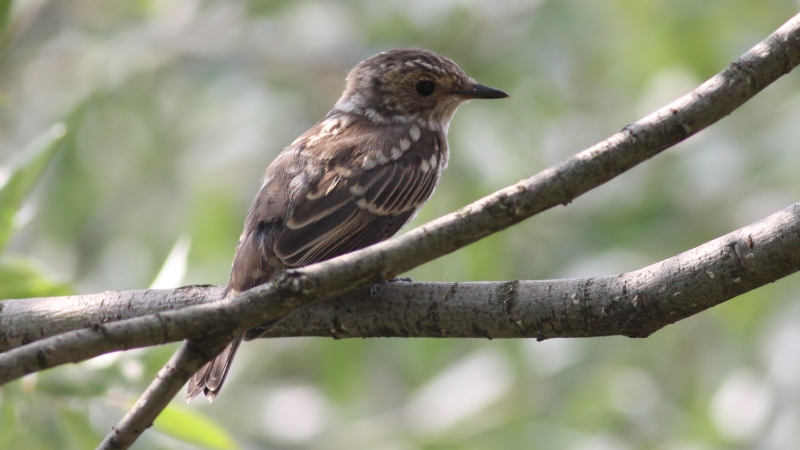
Grauschnäpper im Jugendkleid Ende August

Im Jugendkleid ist die Oberseite mehr braun mit hell rostbeigen bis isabellfarbenen Flecken. Die Armschwingen und die Armdecken haben rötlich braune Säume. Die Unterseite des Rumpfes zeigt auf isabellfarbenem Grund eine dunkle Fleckenzeichnung und kaum Streifen.

## Lautäußerungen
Der wenig auffallende Gesang wird von den Männchen meist nur an wenigen Tagen nach der Ankunft im Revier von einer exponierten Warte vorgetragen. Er besteht aus einer Aneinanderreihung einfacher, recht leiser und etwas gepresster oder rauer hoher Töne wie „sip-sip-srii – sriiti-srii-sip“, die in einem Abstand von knapp einer Sekunde ertönen, häufig sind diese Töne etwas trillernd. Wesentlich auffälliger sind die Rufe der Jungvögel nach dem Ausfliegen und die Warnrufe der Eltern. Die Bettelrufe der Jungvögel sind hoch und klingen etwa wie „zit“, bei Annäherung eines Altvogels mit Futter rufen die Jungvögel schnell gereiht „zi-zi-zi, zi-zi-zi“. Die Stimmfühlungslaute der Elternvögel klingen hoch und zirpend und kratzend wie „zieh“ oder „zit“.

## Verbreitung und Lebensraum

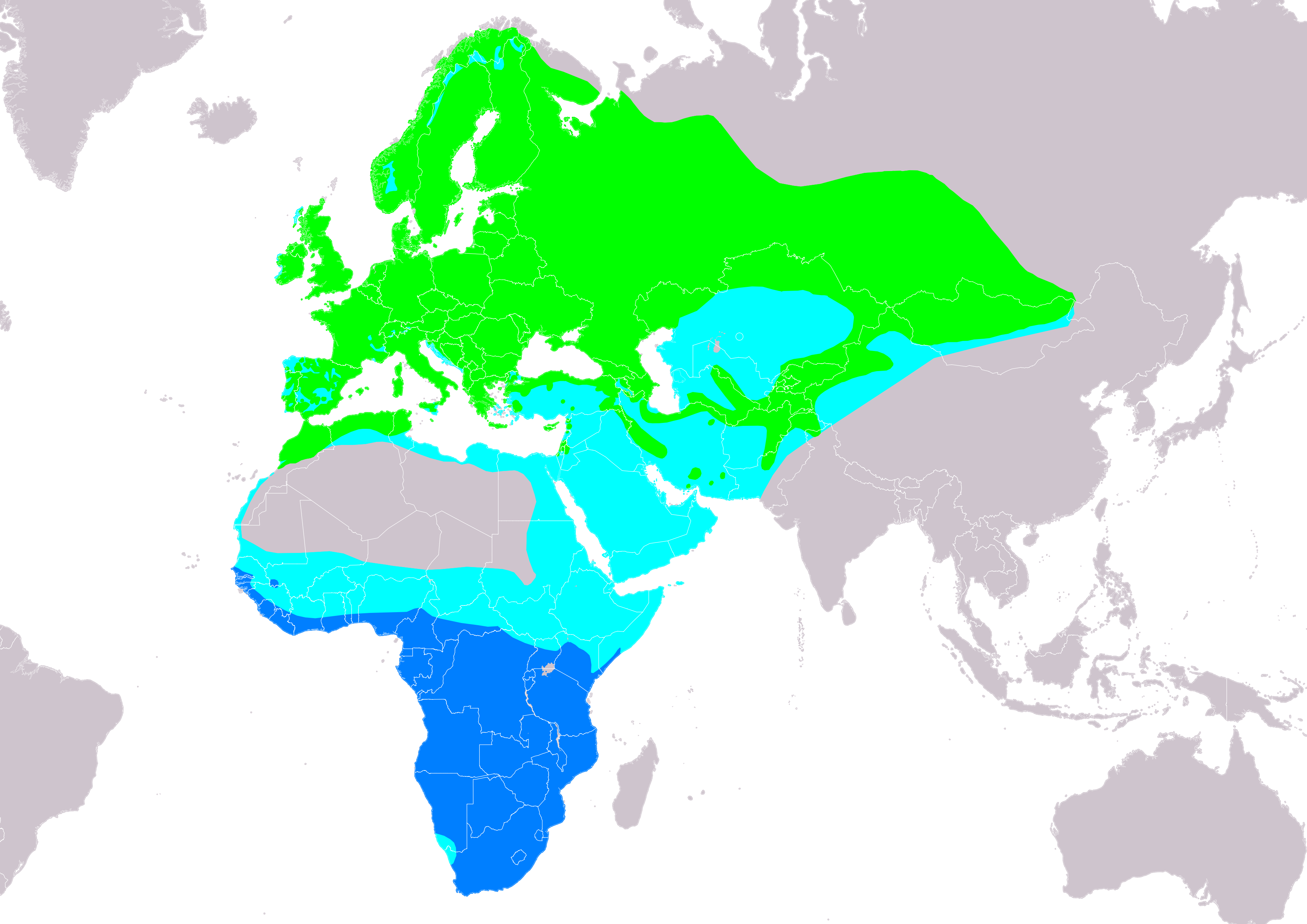
Verbreitung des Grauschnäppers:
Brutgebiete
Migration
Überwinterungsgebiete

Dieser Schnäpper besiedelt weite Teile der westlichen und zentralen Paläarktis von der borealen bis in die mediterrane Zone. In Ost-West-Richtung reicht die Verbreitung von Portugal und Irland über fast ganz Europa bis in den Nordosten der Mongolei. In Nord-Süd-Richtung reicht das Areal im Westen von über 70° N in Nordskandinavien und Nordfinnland bis an den Nordrand der Sahara im Maghreb und umfasst Sizilien und Malta; weiter östlich sinkt die nördliche Verbreitungsgrenze auf 61° N im Bereich von Ural und Jenissej und das Areal erstreckt sich nach Süden bis Syrien und, unter großflächiger Aussparung der zentralasiatischen Steppenregion, bis in den Süden des Iran, Afghanistans, Pakistans und dann nach Norden abbiegend entlang des Nordwestrandes der Gebirge Mittelasiens etwa bis in den Südwesten der sibirischen Region Transbaikalien. Die nordöstliche Arealgrenze ist bisher nicht genau bekannt.
Der Grauschnäpper ist an höhere Bäume gebunden, die durch eine große Zahl an Sitzwarten die Nutzung freier Lufträume für die Insektenjagd in der Luft und am Boden ermöglichen. Er bewohnt daher in erster Linie lichte Bereiche in Wäldern aller Art bis hin zu Feldgehölzen, aber auch Parks, Friedhöfe, Gärten und Alleen in Dörfern und Städten. Gebäude stellen durch das Angebot an Nistplätzen und das durch die Wärmeabstrahlung erhöhte Insektenangebot eine Habitatbereicherung dar. In Mitteleuropa brütet heute wohl der größere Teil des Bestandes im Bereich menschlicher Siedlungen, ältere Parkanlagen weisen hier meist die höchsten Brutpaardichten auf.

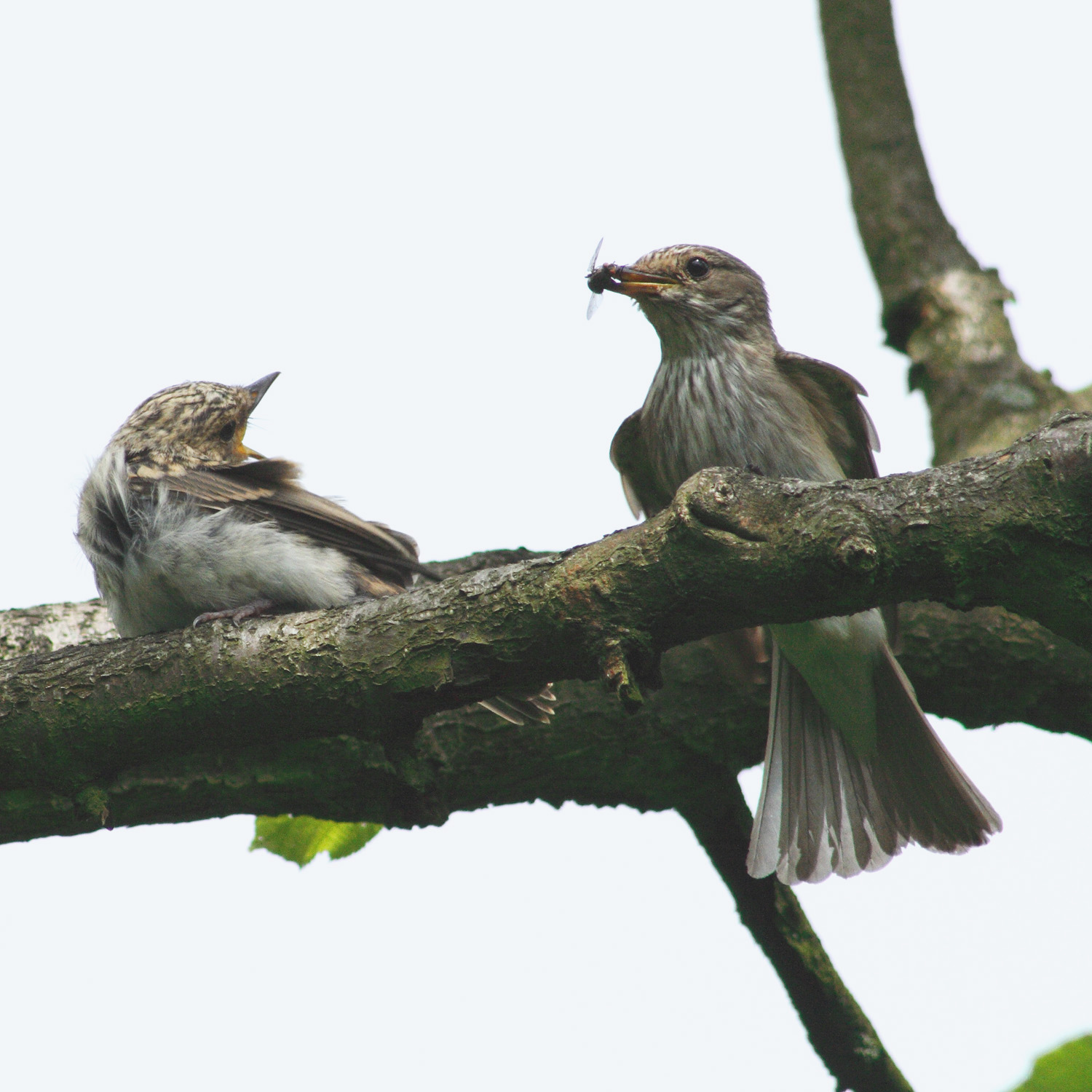
Grauschnäpper mit Jungvogel (links)

## Ernährung
Grauschnäpper jagen fast ausschließlich im Flug und überwiegend von exponierten Warten aus. Bei gutem Wetter wird bis zu zwei Drittel der Beute im freien Luftraum erjagt, der Rest wird im Flug von Bäumen, der Krautschicht, Hauswänden, Komposthaufen und Ähnlichem abgelesen. Bei schlechtem Wetter, wenn kaum Insekten fliegen, jagen die Tiere verstärkt in Bäumen und in Bodennähe.
Die Nahrung besteht in erster Linie aus fliegenden Insekten, bevorzugt werden größere Dipteren wie Schweb- und Dungfliegen. Daneben wird ein weites Spektrum weiterer Insekten von Blattläusen bis hin zu Libellen, Hummeln, Faltenwespen und größeren Tagfaltern wie dem Tagpfauenauge erbeutet. Grauschnäpper schlagen große Insekten meist mehrfach gegen eine harte Unterlage und fressen sie erst dann, bei Hymenopteren mit Stacheln wird vorher der Hinterleib entfernt. Bei regnerischem und kaltem Wetter fressen Grauschnäpper ausnahmsweise auch Regenwürmer und etwa ab Mitte Juli auch verschiedene Früchte wie die von Hartriegel, Feuerdorn oder Gewöhnlicher Traubenkirsche. Der Kalkbedarf wird durch die gelegentliche Aufnahme von kleinen Schnecken, Asseln oder Doppelfüßern gedeckt.

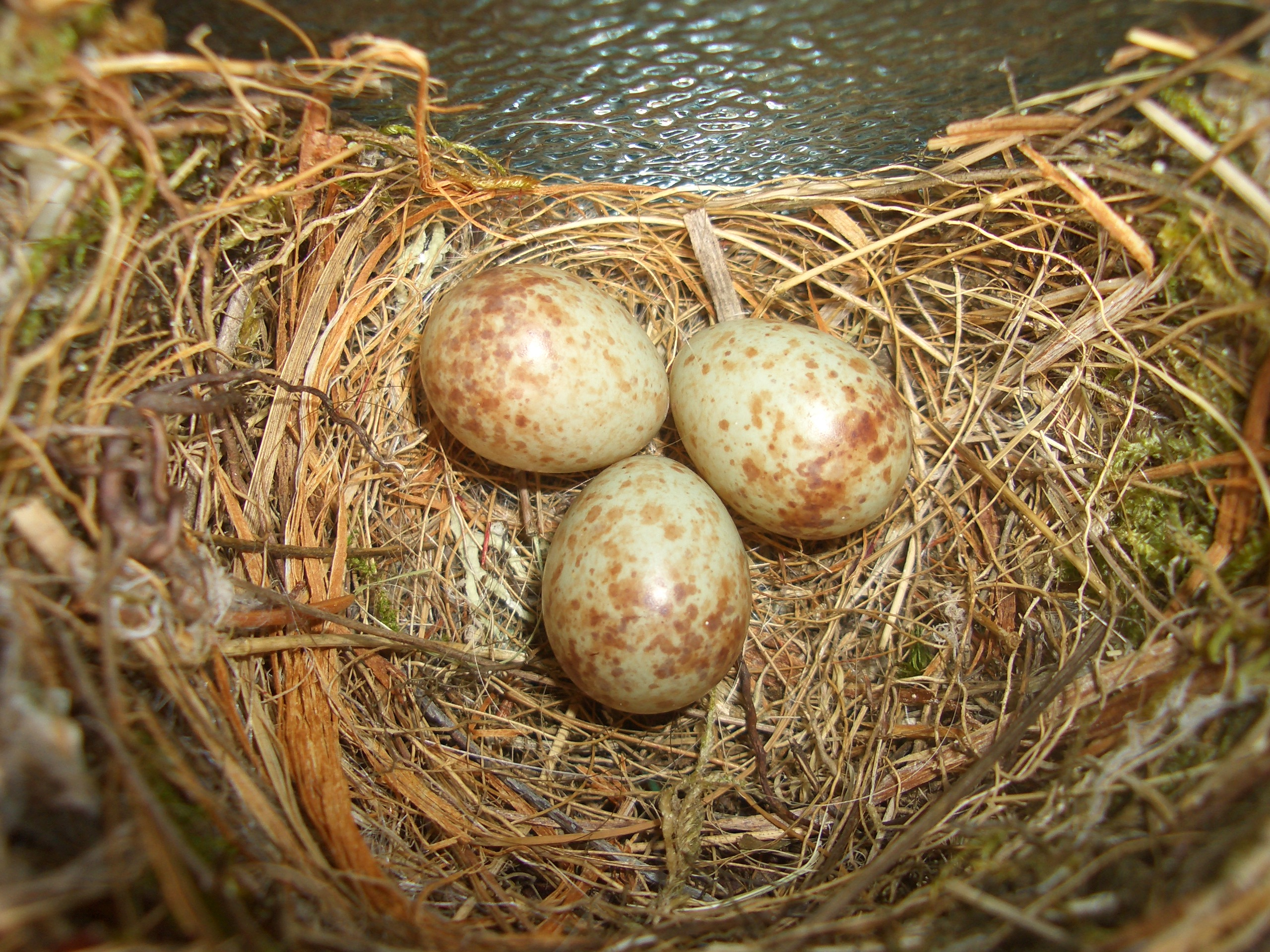
Gelege

## Fortpflanzung
Grauschnäpper führen im Normalfall eine monogame Saisonehe, gelegentlich kommt es durch einen Revierwechsel der Männchen zu sukzessiver Bigynie. Das Nest wird sehr variabel, meist in oder an einem größeren Baum oder Bauwerk überwiegend in größeren nischenartigen oder halbhöhlenähnlichen Strukturen gebaut, die Nester können aber auch völlig frei stehen. Häufige Neststandorte sind an Bäumen zum Beispiel dichte Stammausschläge, größere Astlöcher, Astausbrüche oder Hohlräume hinter abstehender Rinde, an Gebäuden werden Nester in Mauerlöchern, auf Querbalken, Fensterläden oder in Blumenkästen gebaut sowie sehr gern an Bäumen wie an Bauwerken in Berankungen. Grauschnäpper nutzen auch häufig halboffene Nistkästen zur Brut. Die Nester werden meist in 1 bis 15 m Höhe, sehr selten auch auf dem Boden errichtet.

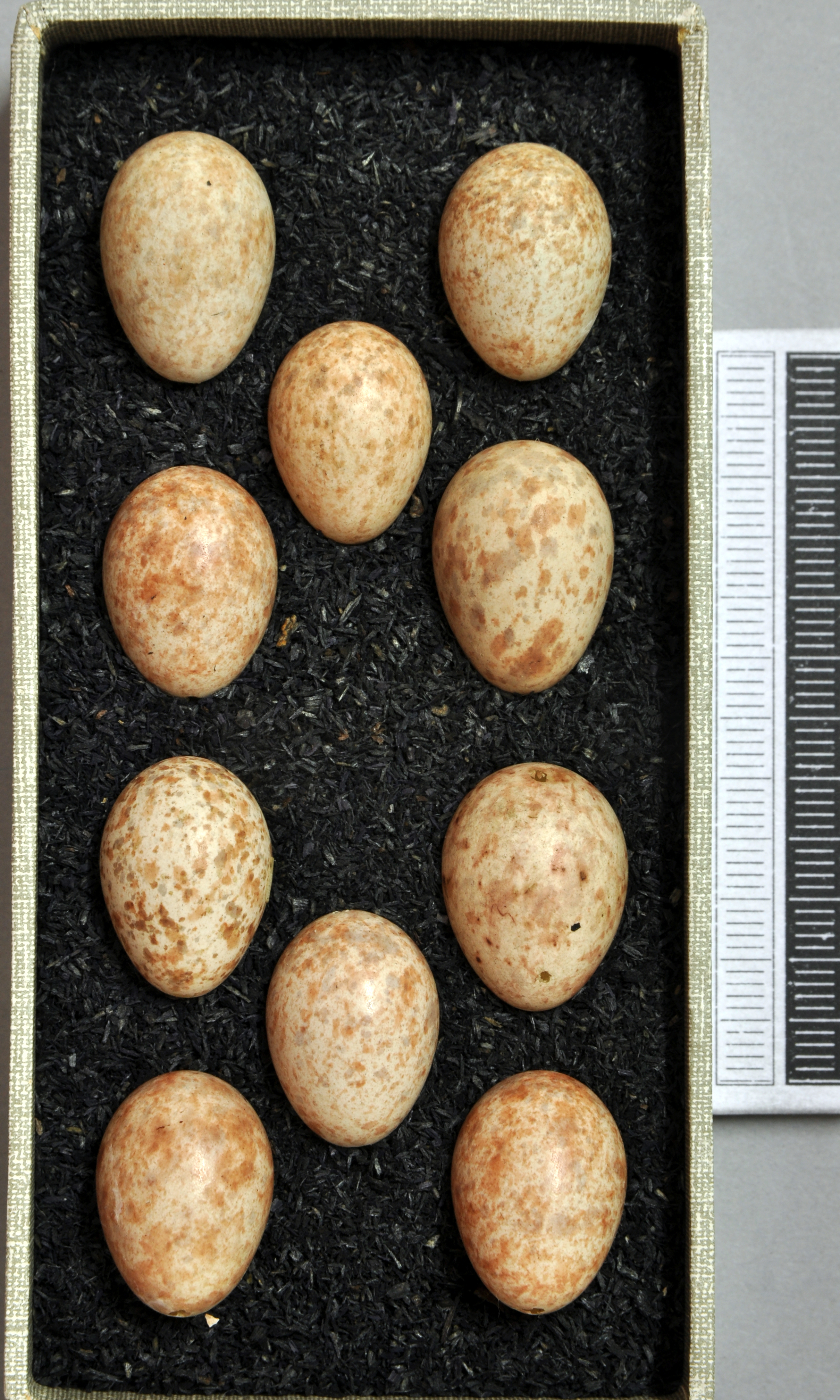
Gelege, Sammlung Museum Wiesbaden

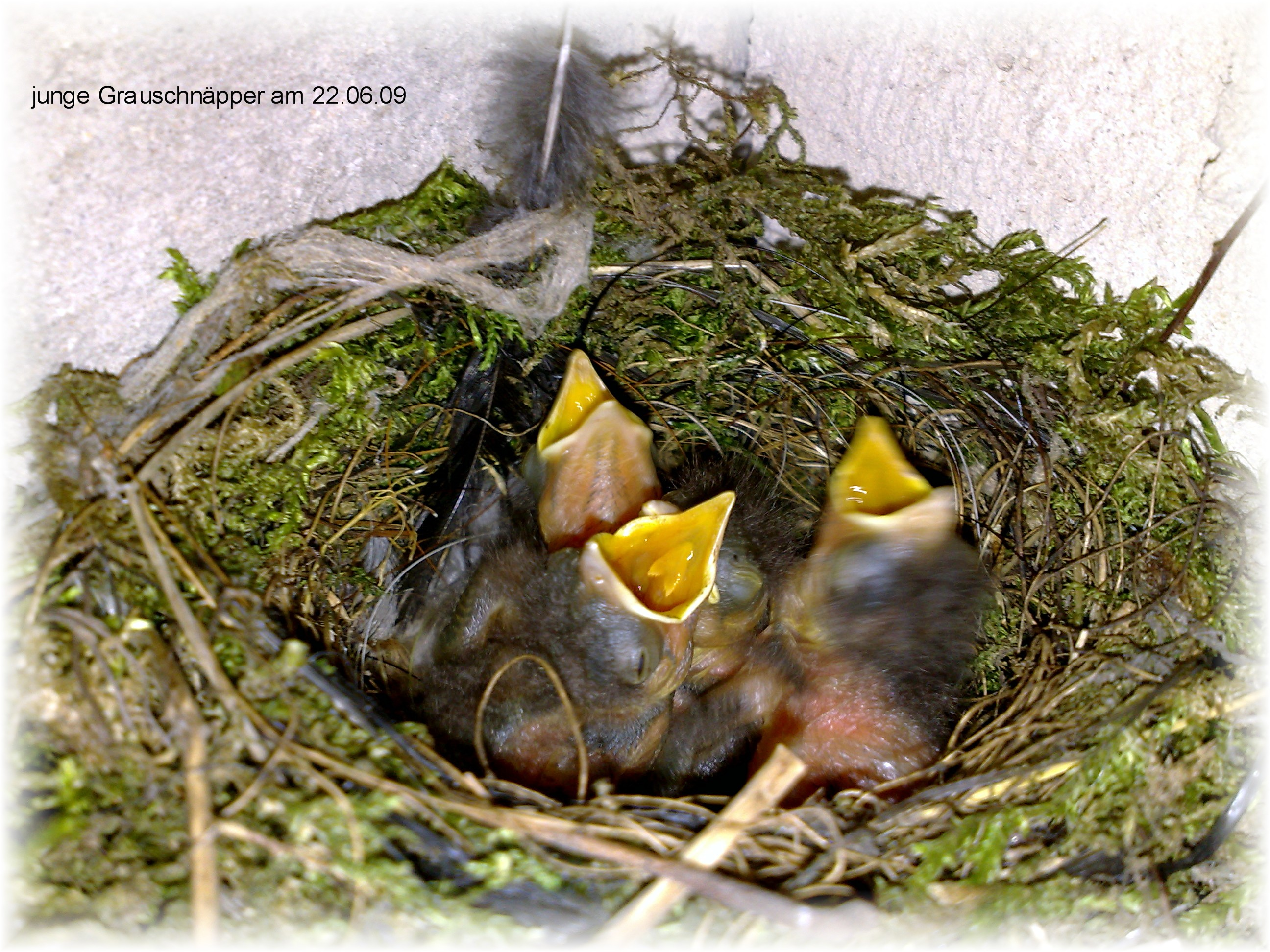
Junge Grauschnäpper im Nest

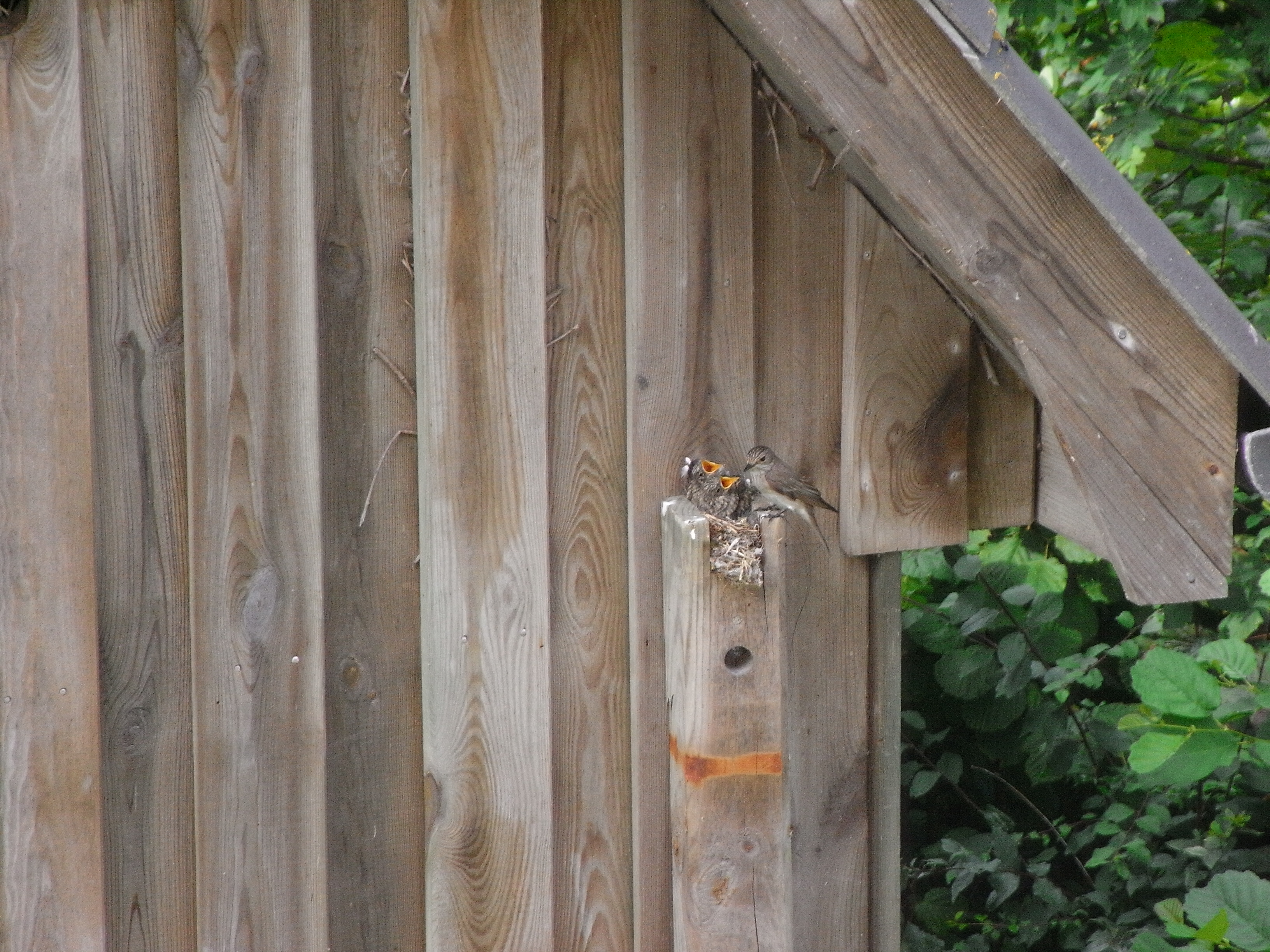
Nest unter einem Schuppendach

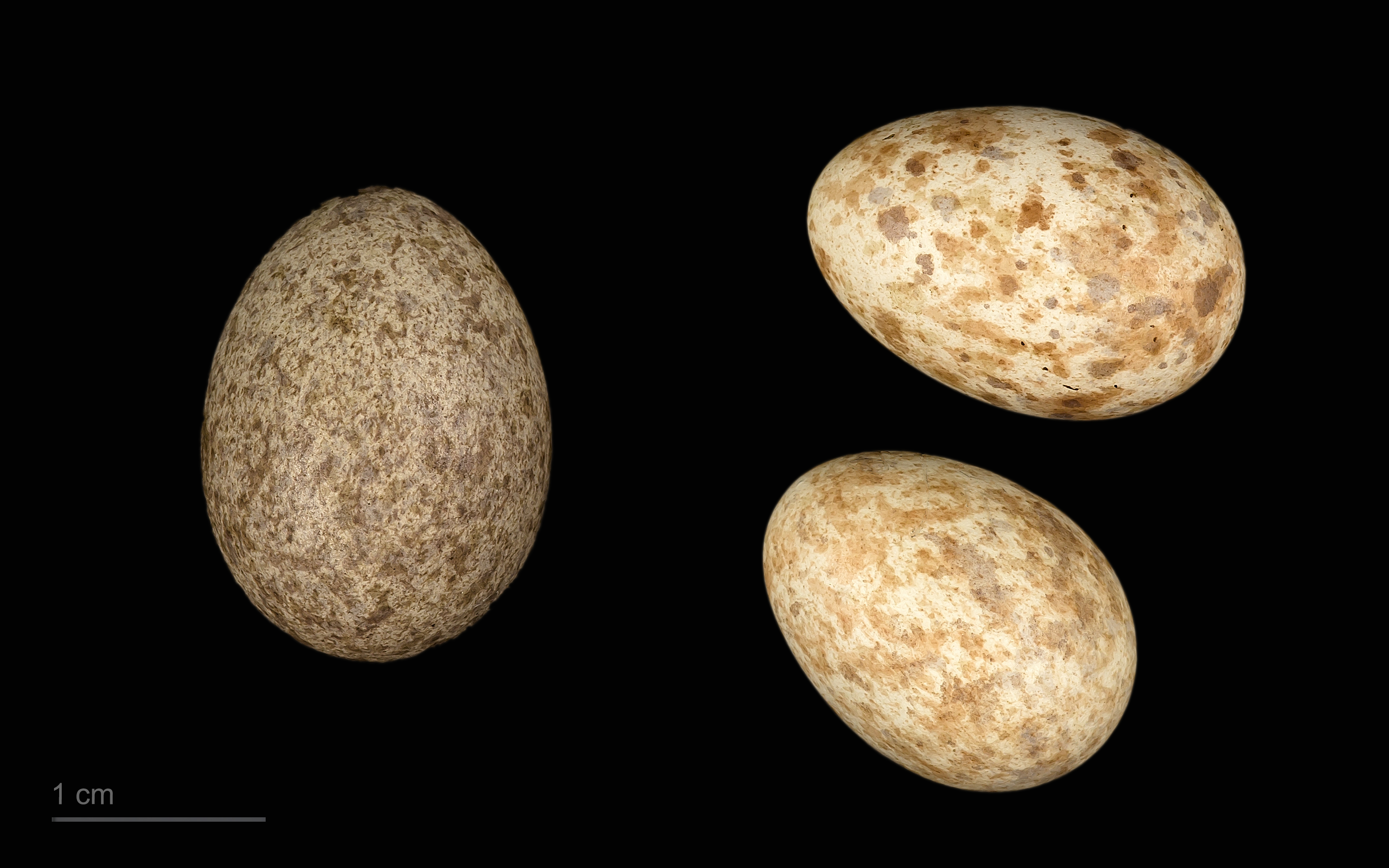
Links: Cuculus canorus canorus rechts: Muscicapa striata, Sammlung Museum von Toulouse

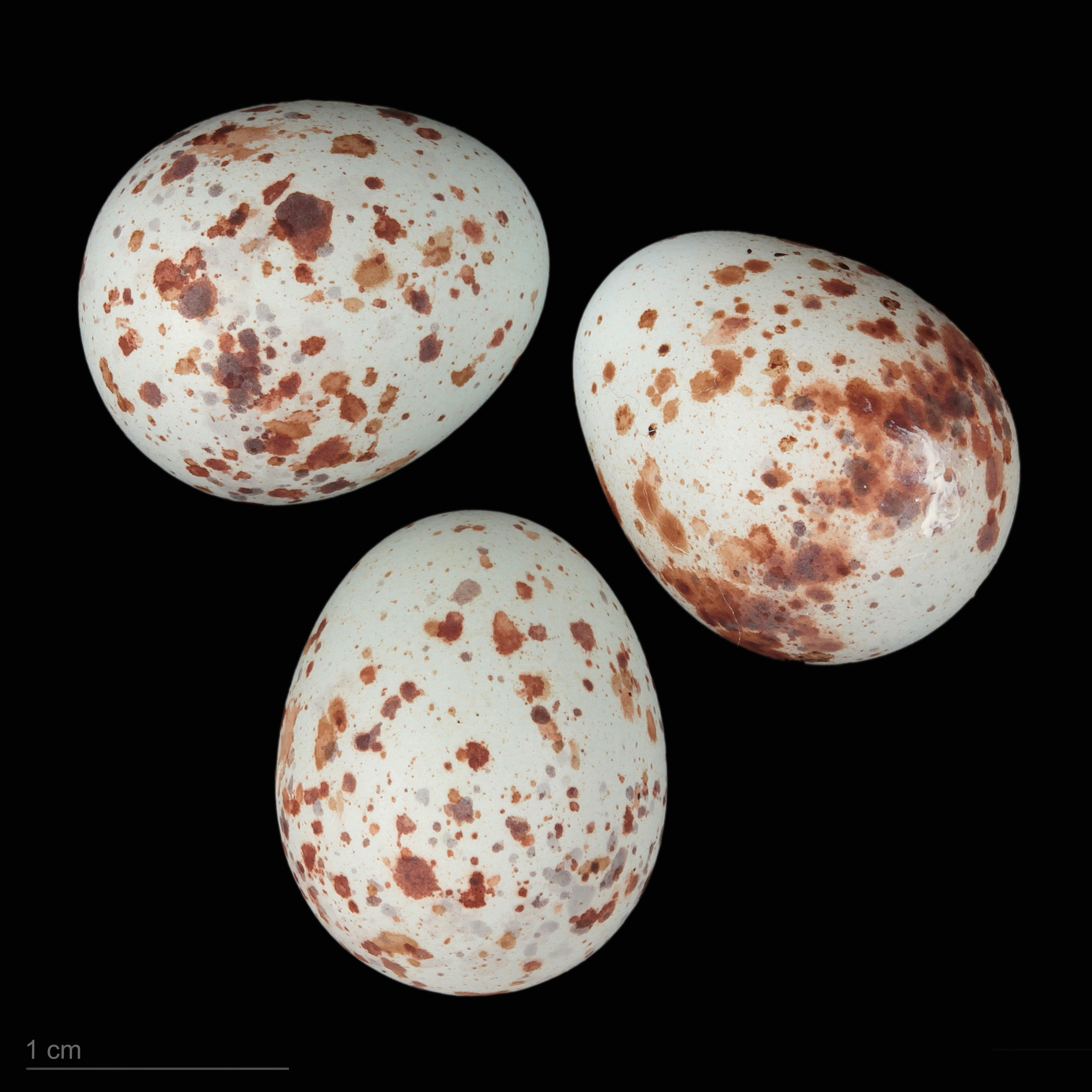
Muscicapa striata tyrrhenica, Sammlung Museum von Toulouse

Das relativ lockere und unordentliche, napfförmige Nest wird vorwiegend vom Weibchen meist aus Halmen, kleinen Wurzeln und Ähnlichem, im Wald auch fast ausschließlich aus Moos gebaut. Im menschlichen Siedlungsbereich verwenden Grauschnäpper auch Plastikbänder, Bindfäden und Ähnliches für den Nestbau. Die eigentliche Nestmulde wird mit Tierhaaren, Federn oder Wolle ausgekleidet.
Die Eiablage erfolgt je nach geografischer Lage variabel, in Mitteleuropa ausnahmsweise bereits in der ersten Maidekade, meist ab Ende Mai. Zweitbruten kommen regelmäßig vor, die letzten Gelege werden Ende Juli oder Anfang August begonnen. Das Gelege besteht aus 2 bis 6, meist 4 bis 5 Eiern, die auf hellgrünlichem bis beigem Grund dunkler rostrot oder rostbraun und grau gefleckt sind. Die Brutzeit dauert 11 bis 15 Tage, die Bebrütung erfolgt ausschließlich durch das Weibchen. Beide Eltern füttern. Die Jungvögel verlassen mit 12 bis 16 Tagen das Nest. Die Geschlechtsreife wird im ersten Lebensjahr erreicht.

## Wanderungen
Die Art ist Langstreckenzieher. Der Wegzug mittel- und nordeuropäischer Vögel erfolgt Mitte Juli bis Mitte Oktober mit einem Höhepunkt Anfang August bis Ende September. Einzelne Nachzügler werden noch Ende Oktober oder Anfang November beobachtet. Die Weltpopulation des Grauschnäppers überwintert im tropischen Afrika südlich der Sahara unter Aussparung der Wüsten und des Regenwaldes. Das Winterquartier reicht vom Südrand der Feuchtsavanne zwischen Gambia im Westen und dem Mount-Kenya-Massiv im Osten nach Süden bis in den Nordosten Südafrikas. Die ersten Heimzieher werden in Mitteleuropa ausnahmsweise schon Mitte April, im Normalfall aber erst Ende April und Anfang Mai beobachtet. Der Heimzug erreicht Ende Mai/Anfang Juni seinen Höhepunkt und läuft Ende Juni aus.

## Bestand und Gefährdung
Gesicherte Angaben zum Weltbestand gibt es nicht. In Europa ist der Grauschnäpper ein sehr häufiger Brutvogel, als grobe Schätzung für den europäischen Bestand gibt BirdLife International 14 bis 22 Millionen Brutpaare an. In Europa war die Bestandsentwicklung zwischen 1970 und 1990 rückläufig, seitdem ist sie weitgehend stabil. Insgesamt stuft BirdLife International den Bestand Europas daher noch als „reduziert“ („depleted“) ein. In der Roten Liste der Brutvögel Deutschlands von 2015 wird die Art auf der Vorwarnliste geführt. Aufgrund des großen Verbreitungsgebietes und des sehr hohen Gesamtbestandes wurde die weltweite Bestandssituation des Grauschnäppers 2018 in der Roten Liste gefährdeter Arten der IUCN als „Least Concern (LC)“ = „nicht gefährdet“ eingestuft.

## Belege